# Fara (Longobardi)
La fara (plurale: fare in italiano, farae in latino) era l'unità fondamentale dell'organizzazione sociale e militare dei Longobardi. Essa era costituita dall'aggregazione di un gruppo omogeneo e compatto di famiglie (originate dallo stesso clan agnatizio) ed era in grado di organizzarsi in contingente con funzioni militari di esplorazione, di attacco e di occupazione di territori durante la grande migrazione che condusse il popolo longobardo dall'area del Baltico, alla Pannonia, fino in Italia.

## La fara come struttura militare
Un orientamento storiografico tradizionale identificava la fara con gruppi familiari estesi, ma ormai da tempo si è consolidata un'interpretazione che sottolinea maggiormente il ruolo di unità militare della fara. In accordo con l'etimologia (si veda il tedesco fahren, andare, viaggiare), Jörg Jarnut propende per una definizione della fara come di "associazione in marcia", che includeva, accanto ai guerrieri, tutti gli affini non combattenti (donne, vecchi, bambini, schiavi, perfino bestiame). Paolo Diacono invece parla di "farae" come stirpi o linee di discendenza.
Nella fara confluirono due strutture fondamentali della società germanica: la Sippe (la famiglia allargata) e la Gefolgschaft (la libera unione di guerrieri attorno a un capo). La seconda assomigliava al comitatus già descritto da Tacito nel I secolo. Resta difficile capire in quale misura le due componenti familiari e militari vi avessero importanza. Durante un momento cruciale come una migrazione è intuibile come il carattere di Gefolgschaft prendesse il sopravvento. Erano Gefolgschaft i gruppi di cynocefali, cioè quei guerrieri scelti che, con particolari acconciature, cercavano di terrorizzare i nemici assomigliando a cani e lupi. Una mediazione può essere pensata come un gruppo di consanguinei, simili ai clan di matrice celtica, con un maggiore inquadramento militare di altre analoghe strutture societarie di altre popolazioni germaniche.
Durante la fase nomade del popolo longobardo (II-VI secolo) infatti ai compiti militari, nella fara, si accompagnavano quelli sociali: il gruppo doveva garantire la pace interna, assicurare il sostentamento di tutti, erigere i ricoveri provvisori al termine degli spostamenti. A capo delle fare era posto un duca, guerriero insignito di tale dignità per i legami dinastici e per il valore militare mostrato in guerra e premiato dal sovrano. La coesione interna era assicurata dai legami famigliari che i membri di una fara ritenevano di avere gli uni con gli altri; durante il ventennale stanziamento in Pannonia (547 circa-568), tuttavia, l'inevitabile nascita di differenze economiche consentì ai più ricchi e potenti fra i duchi di accogliere all'interno della propria fara combattenti meno provvisti di mezzi.
L'invasione dell'Italia, nel 568, fu organizzata da Alboino sulla base delle fare, che costituirono le unità, militari e migratorie insieme, per mezzo delle quali i Longobardi penetrarono nella Penisola (ossia il populus congregatus in armis). Una volta giunti in un nuovo territorio, una fara veniva prescelta per essere insediata nel suo complesso in un punto strategico, di norma appoggiandosi a strutture preesistenti. Ad esempio Gisulfo I del Friuli, il primo duca longobardo insediatosi in Italia (e l'unico creato direttamente da Alboino), si stanziò con il suo seguito di arimanni nella città di Cividale (già Forum Iulii).
A conquista avvenuta, le fare conservarono ancora per alcuni anni i loro caratteri di mobilità e di provvisorietà, per poi progressivamente evolversi in insediamenti stabili. L'autonomia di mobilità delle fare è ancora ricordata dal cap. 177 dell'Editto di Rotari, che in caso di spostamento della fara da un territorio prevede la restituzione al duca delle donazioni eventualmente fatte da questi al gruppo. Esempi di costituzione spontanea di ducati ad opera delle fare sono i ducati di Spoleto e di Benevento, isolati rispetto alla maggior parte dei ducati concentrati nel Nord Italia.

## La fara come struttura sociale
Il ruolo delle fare era determinante anche nel diritto longobardo. In assenza di un forte elemento statale i rapporti giuridici infatti erano intesi come rapporti tra le fare (analogamente a quanto si verificava tra le gentes alle origini del diritto romano, nella società pre-civica: si veda ad esempio l'istituto della noxae deditio): pertanto la reazione ad un torto subito avveniva a livello di gruppo attraverso la faida.
In seguito all'insediamento stabile, con il rafforzamento di un potere statale organizzato, la faida andò cedendo il posto alla compositio, sanzione il più delle volte pecuniaria irrogata dall'autorità per i crimini (commessi contro l'autorità stessa, ad esempio l'attentato alla vita del re secondo il cap. 1 dell'Editto di Rotari) o per i delitti più gravi (crimina atrocissima).

## Gli insediamenti
I luoghi dove si stabilirono le fare, ubicati spesso nelle zone di confine dell'espansione longobarda, divennero in molti casi centri abitati permanenti dei quali è rimasta traccia nella toponomastica.

### La toponomastica
In Italia numerosi sono i paesi, le frazioni o le semplici località che conservano nel proprio nome, in forme diverse, traccia delle loro origini di fara, ovvero di antico insediamento longobardo;
in Piemonte:
- Fara Novarese (NO)[5]

in Lombardia:
- Fara di San Giacomo Filippo (SO)[6]
- Fara, località nel comune di Gallarate (VA)[6]
- Fara Basiliana, antico nome di Basiano (MI)[5]
- Fara Vetula, antico nome di Fallavecchia, località nel comune di Morimondo (MI)[5][6]
- Faruciola (piccola fara), località nel comune di Morimondo (MI)[senza fonte]
- Foramagno di Linate (MI)[6]
- Fara Gera d'Adda (BG)[5][6]
- Fara Olivana con Sola (BG)[5]
- Farinate, frazione di Capralba (CR)[senza fonte]

in Veneto:
- Fara Vicentino (VI)[5]
- Farra di Soligo (TV)[5][6]
- Farra, località di Feltre (BL)[5]
- Farra, frazione di Borgo Valbelluna (BL)[5]
- forse Farenzena, frazione di Agordo (BL)[5]
- Farra d'Alpago (BL)[5]
- Monticello di Fara, frazione di Sarego (VI)[senza fonte]

in Friuli-Venezia Giulia:
- Farra d'Isonzo (GO)[5]
- Farla, frazione di Majano (UD)[5]

in Abruzzo:
- Leofara, frazione di Valle Castellana (TE)[senza fonte]
- Faraone, frazione di Sant'Egidio alla Vibrata (TE)[senza fonte]
- Piano della Fara o anche Piano Fara, frazione del comune di Rosciano (PE)[senza fonte]
- Piana La Fara, frazione del comune di Atessa (CH), situata in val di Sangro[senza fonte]
- Fara Filiorum Petri (CH)[7]
- Fara San Martino (CH)[5]

nel Lazio:
- Fara in Sabina (RI)[5]

in Calabria:
- Faraclovus (anche Faraclonus o Faradomus), nel territorio dell'attuale comune di San Giovanni in Fiore (CS), dove Gioacchino da Fiore fondò nel 1195 l'abbazia Florense che diede origine poi all'attuale comune[senza fonte]